# Международный аэропорт имени Раджа Санси
Международный аэропорт имени Раджа Санси (англ. Sri Guru Ram Dass Jee International Airport) (ИАТА: ATQ, ИКАО: VIAR) — аэропорт в Индии, расположен в 11 километрах от города Амритсар в поблизости от деревни Раджа Санси. Аэропорт обслуживает штаты Пенджаб, Химачал-Прадеш, Джамму и Кашмир. Аэропорт является самым быстрорастущем по пассажиропотоку в Индии. 

## Инфраструктура

### Терминал
Первая модернизация прошла в 1995 году. Аэропорт прошёл вторую модернизацию в 2006 году. Новое здание терминала построено из стекла и стали. Терминал оснащён современными устройствами сканирования багажа, видеонаблюдения, имеет 30 стоек для регистрации. Пропускная способность терминала составляет 1.46 млн пассажиров в год. В залах вылета и прилета работают магазины беспошлинной торговли. Зал вылета размещает услуги обмена иностранной валюты, книжный магазин, рестораны

## Авиакомпании и направления
| Авиакомпания          | Направления                     |
| --------------------- | ------------------------------- |
| Air India             | Бирмингем, Дели                 |
| Air-India Express     | Дубай                           |
| Jet Airways           | Ченнаи, Дели, Мумбаи            |
| Malindo Air           | Куала-Лумпур                    |
| Qatar Airways         | Доха                            |
| Scoot                 | Сингапур                        |
| SpiceJet              | Бангалор, Дели, Дубай, Шринагар |
| Turkmenistan Airlines | Ашхабад                         |
| Uzbekistan Airways    | Ташкент                         |